# Melolontha sardinensis
Melolontha sardinensis är en skalbaggsart som beskrevs av Drumont, Muret, Hager och Penner 1999. Melolontha sardinensis ingår i släktet Melolontha och familjen Melolonthidae. Inga underarter finns listade i Catalogue of Life.